# Place Charles-Garnier
Pour les articles homonymes, voir Charles Garnier et Garnier.
La place Charles-Garnier est une voie située dans le quartier de la Chaussée-d'Antin du 9e arrondissement de Paris.

## Situation et accès

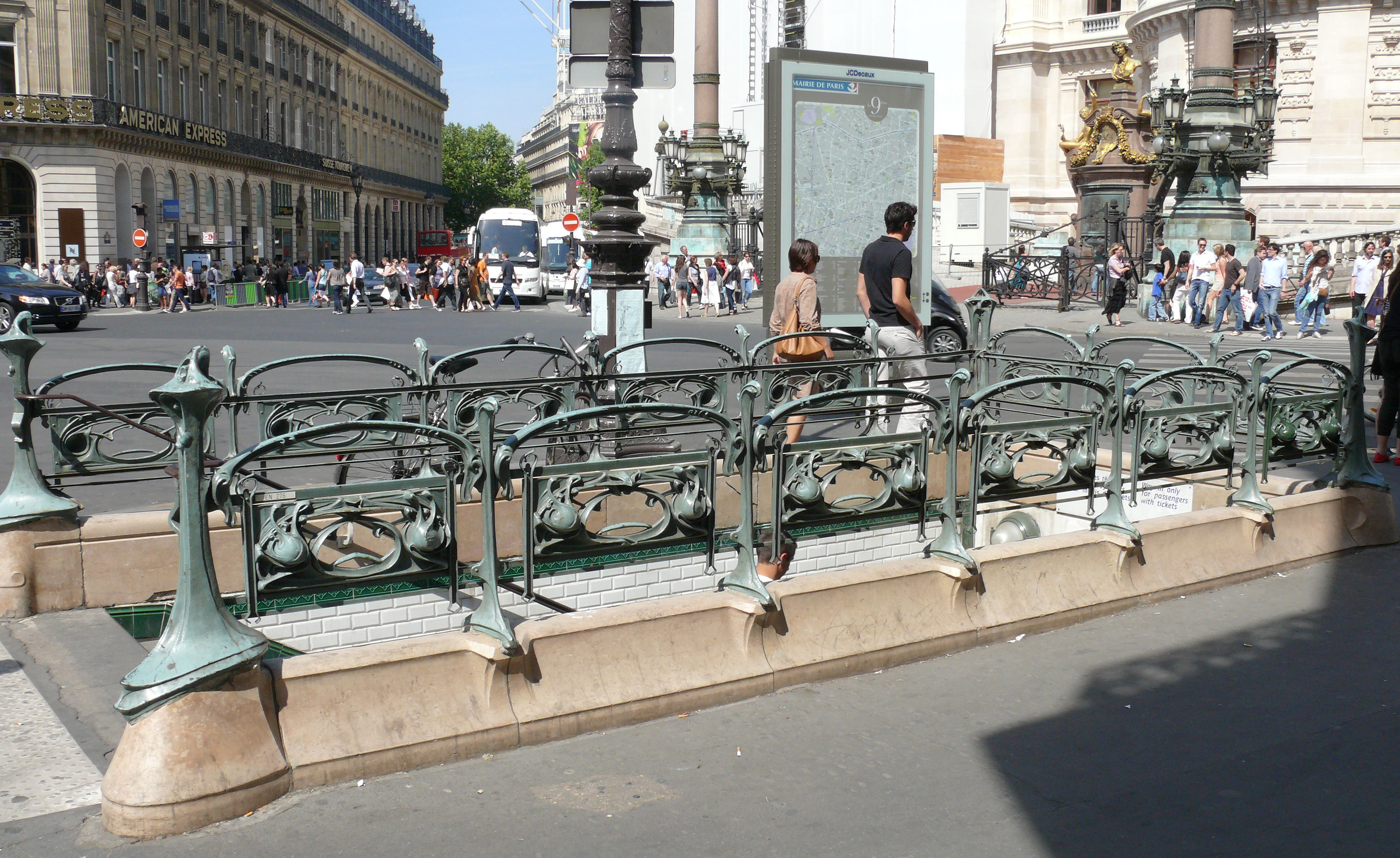
Une des entrées de la station de métro Opéra.

La place constitue le flanc occidental de la salle Garnier de l'Opéra national de Paris.
Elle dispose d'un édicule Guimard pour l'un des accès à la station de métro Opéra.
La place est desservie est desservie par la ligne 3, la ligne 7 et la ligne 8 du métro de Paris à la station Opéra ainsi que la gare Auber de la ligne A du RER. 

## Origine du nom
Cette place rend hommage à l'architecte Charles Garnier (1825-1898).

## Historique
L'espace de la place est créé en même temps que la construction de l'opéra Garnier par l'architecte Charles Garnier. En 1903, cet espace, constitué au croisement des rues qui le bordent, est défini comme place. 